# Vnimanije, tjerepakha!
Vnimanije, tjerepakha! (russisk: Внимание, черепаха!) er en sovjetisk spillefilm fra 1970 af Rolan Bykov.

## Medvirkende
- Aleksej Jersjov som Vova Vasiljev
- Andrej Samotolkin som Vova Didenko
- Mikhail Martirosyan som Vova Manukyan
- Galina Budanova som Tanja Samokhina
- Jelena Rjabukhina som Ella